# Milano-Sanremo 2007
Milano-Sanremo 2007 fandt sted den 24. marts. Som normalt bød løbet på flere hårde stigningner, som Passo del Turchino, Cipressa og Poggio, hvor de eksplosive rytterne var ventet til at angribe for at undgå en massespurt i Sanremos Via Roma.
Løbet er det vigtigste i Italien i forårssæsonen, og tiltrak sig derfor mange af de bedste italienske klassiker-ryttere som Alessandro Petacchi, Paolo Bettini og Filippo Pozzato som alle har vundet løbet tidligere. 
Riccardo Ricco og Philippe Gilbert gik i udbrud på den sidste stigning, på Poggio, men blev indhentet igen af hovedfeltet, et par kilometer fra mål. Milram tog føringen før spurten for Alessandro Petacchi, men den italienske spurtkanon viste at formen ikke var på toppen. Oscar Freire kom ind først til sin anden sejr i Milano-Sanremo.

## Resultat

### Milano-Sanremo, 294 km
24-03-2007
|    | Rytter              | Hold              | Tid     | ProTour point |
| -- | ------------------- | ----------------- | ------- | ------------- |
| 1  | Óscar Freire        | Rabobank          | 6:43.59 | 50            |
| 2  | Allan Davis         | Discovery Channel | s.t.    | 40            |
| 3  | Tom Boonen          | Quick Step        | s.t.    | 35            |
| 4  | Robbie McEwen       | Predictor-Lotto   | s.t.    | 30            |
| 5  | Stuart O'Grady      | CSC               | s.t.    | 25            |
| 6  | Erik Zabel          | Milram            | s.t.    | 20            |
| 7  | Gabriele Balducci   | Acqua & Sapone    | s.t.    | 0             |
| 8  | Alessandro Petacchi | Milram            | s.t.    | 10            |
| 9  | Vicente Reynès      | Caisse d'Epargne  | s.t.    | 5             |
| 10 | Robert Hunter       | Barloworld        | s.t.    | 0             |

## Eksterne links
- Løbets hjemmeside